# Zsuffa Tünde
Zsuffa Tünde (Dunaújváros, 1975. szeptember 2. –) író.

## Élete
A Fejér megyei Pusztaszabolcson nőtt fel. Tanulmányait Budapesten, Heiligenkreuzban és a Bécsi Egyetemen végezte. Teológiát, történelmet és germanisztikát hallgatott. Két évtizedet élt az osztrák fővárosban, a bécsi magyar nagykövetségen dolgozott. 2019-ben, édesapja halálos ágyánál tett ígéretét teljesítve, sportoló fiával hazatért Magyarországra. Erdő Péter bíboros még abban az évben felkérte, hogy vegyen részt az 52. Nemzetközi Eucharisztikus Kongresszus szervezésében. A 2021. szeptember 5–12. között megrendezésre került budapesti világesemény sajtófőnöke és kommunikációs igazgatója volt. Az Ég tartja Földet című regényéből musical készült Szikora Róbert és Lezsák Sándor közreműködésével, a darab rendezője Cseke Péter volt. Az Ég tartja a Földet – Erzsébet, a szerelem szentje című musical ősbemutatója: 2022. április 8., Erkel Színház.
2025-ben József Attila-díjat kapott.

## Családja
Testvére Zsuffa Erzsébet, aki 2019–2024 között Pusztaszabolcs polgármestere volt. Fia Berei Mózes József (Pepe) műkorcsolyázó, többszörös ifjúsági osztrák bajnok és magyar junior bajnok.

## Művei
- Paprika rummal (2012)
- Angyal a földi pokolban (2015)
- Híd közepén (2016)[6]
- Ingeborg (2017)[7]
- Hírek rabjai (2018)[8]
- Az Ég tartja a földet (2020)[9]
- A reménység oszlopa (2021)[10] - 10 részes rádiójáték az 1938-as eucharisztikus kongresszus emlékére (2021 pünkösdjén került adásba)
- Király a Föld fölött (2021) - 10  részes rádiójáték, azok emlékére, akik a koronavírus áldozatai lettek (2021 augusztusában került adásba)
- A találkozás - Az 52. Nemzetközi Eucharisztikus Kongresszus emlékkönyve (szerkesztő, 2021)
- Ők tizenketten - Beszélgetések az 52. Nemzetközi Eucharisztikus Kongresszus hírnökeivel (szerkesztő, 2021)
- Paprika rummal - rádiójáték (2022) [11]
- Az Ég tartja a Királyt (2022)[12]
- Az Ég tartja a Hazát (2023)[13]
- Hasad a hajnal (2024)[14]